# 奥塔尔·图希什维利
奥塔尔·图希什维利（1978年6月14日—），格鲁吉亚男子摔跤运动员。他曾代表格鲁吉亚参加2000年、2004年、2008年和2012年夏季奥林匹克运动会摔跤比赛，其中2008年奥运会获得一枚铜牌。